# Сураша
Сураша, или Сираш — персонаж индуистской мифологии, описана как мать нагов и иногда некоторых демонов.
Самый популярный рассказ про неё появляется в индуистском эпосе Рамаяна, где ей поручают испытать бога Ханумана на его пути на Ланку.

## Рождение и дети

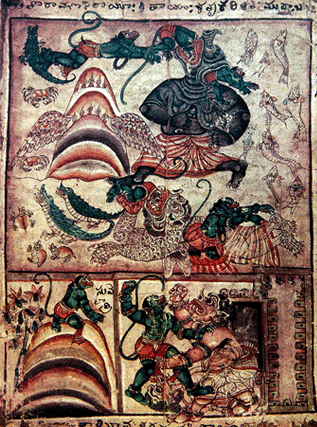
Хануман встречает Сурашу, изображённую в верхнем регистре. Симхика и Ланкини в среднем и нижнем регистрах.

В индуистском эпосе Рамаяне Сураша — одна из 12 дочерей Дакши, замужем за мудрецом Кашьяпой. Она стала матерью нагов (змей), в то время как её сестра Кадру родила урагов, другой класс змей таких как Васуки, Такшака, Иравати. Другие сыновья Сураши описаны как живущие в Бхогавати,.
В эпосе «Махабхарата» говорится, что она родилась от гнева Кродхаваши, другой жены Кашьяпы. У Сураши три дочери: Анала, Руха и Вирудха. Змеи происходят от них. Поэтому её называют матерью нагов, а также журавлей; другая раса змей — Паннаги — происходит от Кадру.
Матсья- и Вишну-пураны описывают Сурашу как дочь Дакши и одну из 13 жён Кашьяпы. В Вишну-пуране говорится, что она родила тысячу змей со множеством капюшонов, летающих по небу; Кадру также рождает тысячу змей. В Матсья-пуране она мать всех четвероногих, кроме коров; змеи также описаны как дети Кадру. Бхагавата-пурана изображает её как мать ракшасов (демонов и людоедов). В списках Ваю- и Падма-пураны она не упоминается как жена Кашьяпы. Вместo неё матерями змей являются Анаюс и Данаюс.
Деви Бхагавата Пурана упоминает Деваки как воплощение Сураши; её сын Баларама был воплощением нага Шеши, который здесь сын Сураши.
Согласно «Матсья-пуране», когда бог Шива в образе Трипурантаки отправляется к трём городам демонов, ему помогают различные божества. Сураша и другие богини стали его стрелами и копьями.
Когда капли крови демона Андхаки превратились во множество демонов, Сураша и другие богини-матери призвали матрики на помощь Шиве убить демона, выпив кровь.

## Испытание Ханумана

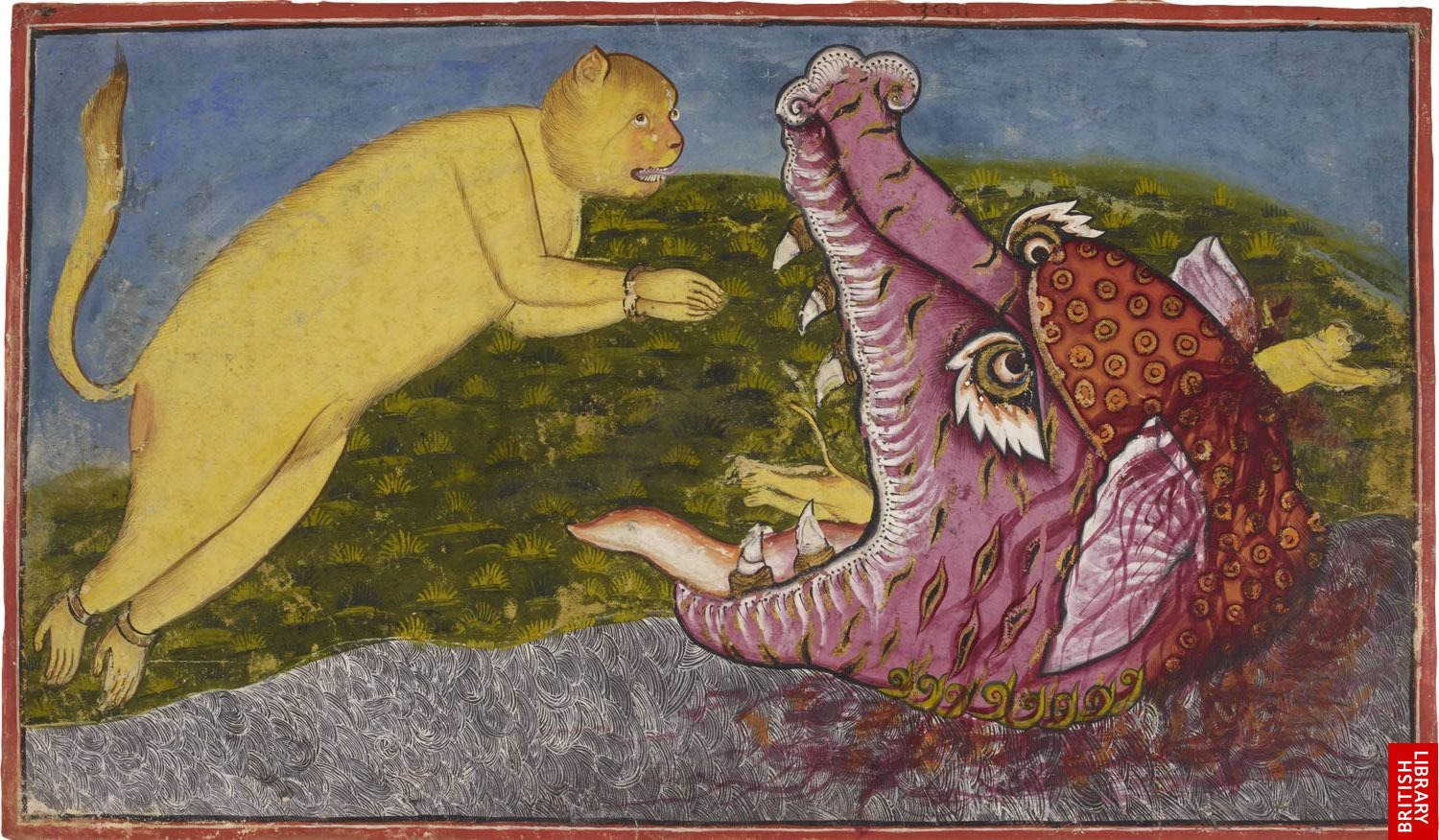
Сураша (справа) встречает Ханумана, который изображён трижды - в большом виде (слева), входящим в её рот и выходящим из её уха.

Встреча Сураши с Хануманом, описываемая в книге Сундара Канда Рамаяны и её пересказах, — самый популярный сюжет, связанный с Сурашей. Хануман летит через океан на Ланку (отождествляемую с современной Шри-Ланкой) в поисках похищенной жены Рамы Ситы. Когда Хануман покидает Индию, на его пути появляется разумная летающая гора Майнака, чтобы он мог на ней отдохнуть, но Хануман, посчитав её препятствием, летит вперёд. Боги, гандхарвы и мудрецы вызывают Сурашу, мать нагов, и просят её принять облик ужасной ракшаси, чтобы испытать Ханумана
Причины, по которым именно её призвали на это задание, а также способности, которые нужно проверить, различаются в различных версиях Рамаяны. Рамачаритаманаса предполагает, что испытание было предназначено, чтобы доказать его величие и доказать, что он идеально подходит для выполнения поставленной перед ним задачи. Адхьятма Рамаяна говорит, что боги не доверяют силе Ханумана; однако обе версии сходятся в том, что боги хотят испытать силу (бала) и ум (буддхи) Ханумана. В оригинальной Рамаяне не указывается, что именно хотели проверить. Другие тексты утверждают, что боги уверены в способностях Ханумана, но хотят «отточить» их или предупредить его о надвигающихся опасностях.
Сураша соглашается на задание и отправляется на путь Ханумана в море. Она в обличии ракшаси с «жёлтыми глазами и парой клыкастых и разинутых челюстей», размером с гору. Она заявляет, что Хануман — это пища, предоставленная ей богами, и пытается съесть его. Хануман объясняет свою миссию по поиску Ситы и просит её отпустить его, и обещает вернуться, чтобы войти в её рот в соответствии с Сама (мягкое убеждение) и Дана (искренняя просьба) части философии Сама, Дана, Бхеда, Данда. Она говорит ему, что он может пройти только через её рот согласно данному ей дару. Хануман противостоит ей, требуя открыть рот достаточно широко, чтобы съесть его (Бхеда — угроза). Он начинает расширять свою форму и становиться больше; Сураша также открывает свои челюсти, чтобы поглотить Ханумана; состязание интерпретируется как данда (наказание). Наконец, когда рот Сураши расширяется до 100 йоджан (около 1000 километров), Хануман внезапно принимает крошечную форму (размером с большой палец), входит в её рот и выходит из него, прежде чем она успевает его закрыть. В другом варианте Хануман входит в рот Сураши и выходит через её ухо. Таким образом, Хануман уважает мнение Сураши, а также спасает себе жизнь. Он приветствует её и обращается к ней как к Дакшаяни (дочери Дакши).
Под впечатлением от «изобретательности и храбрости» Ханумана Сураша принимает свою истинную форму и благословляет Ханумана. По одной из версий, когда она раскрывает цель своей миссии, то заявляет, что достигла успеха и раскрыла интеллект и силу Ханумана. Хануман рассказывает свои приключения, в том числе про встречу с Сурашей, Раме после того, как возвращается с Ланки.
Сураша — одна из трёх женщин, которые встречают Ханумана во время его путешествия на Ланку; две других — ракшаси Симхика и Ланкини, богиня острова Ланка. Небесная Сураша представляет собой элемент акаша (небо), а Симхика и Ланкини — воду и землю соответственно. Согласно другой интерпретации, трио представляет майю (иллюзию), связанную с тремя гунами (качествами). Сураша аллегорически означает саттву, наиболее высокую форму иллюзии, которую нужно укротить, но при этом уважать. Эти три женщины также обозначают вызов безбрачию Ханумана, что является повторяющейся темой в эпосе.
По словам Дж. Си Джхалы, встреча с Сурашей является более поздней вставкой в Рамаяне, поскольку в значительной степени напоминает эпизод Симхики. Сюжет отсутствует в ранних адаптациях истории Рамы в Махабхарате и Агни-пуране. Однако Гольдманс предполагает, что эта теория ошибочна и весьма сомнительна, но упоминает её в своём критическом издании Рамаяны.